# Liste des cavités naturelles les plus profondes d'Allemagne
La liste des cavités naturelles les plus profondes d'Allemagne recense sous la forme d'un tableau, les cavités souterraines naturelles connues, dont la dénivellation est supérieure ou égale à quatre cent mètres.
La communauté spéléologique considère qu'une cavité souterraine naturelle n'existe vraiment qu'à partir du moment où elle est « inventée » c'est-à-dire découverte (ou redécouverte), inventoriée, topographiée et publiée. Bien sûr, la réalité physique d'une cavité naturelle est la plupart du temps bien antérieure à sa découverte par l'homme ; cependant tant qu'elle n'est pas explorée, mesurée et révélée, la cavité naturelle n'appartient pas au domaine de la connaissance partagée.
La liste spéléométrique des plus profondes cavités naturelles d'Allemagne (≥ 400 m) est  actualisée fin 2020.
La plus profonde cavité répertoriée en Allemagne dépasse les 1 000 mètres de dénivellation ; il s'agit du Riesending-Schachthöhle (cf. ligne 1 du tableau ci-dessous).

## Cavités allemandes de dénivellation supérieure ou égale à400 mètres
10 cavités sont recensées au 17-03-2023.
| Réf. | Cavité                            | Canton  | Province / District Massif | Coordonnées (WGS 84)              | Déniv. (en mètres) | Dével. (en mètres) | Sources ou références                                                  | Mise à jour |
| ---- | --------------------------------- | ------- | --- | --------------------------------- | ------------------ | ------------------ | ---------------------------------------------------------------------- | ----------- |
| 1    | Riesending-Schachthöhle (de)      | Bavière | Arrondissement du Pays-de-Berchtesgaden / Bischofswiesen Préalpes NE / Alpes de Berchtesgaden / Untersberg (de)Schwytz / Muotathal Alpes | 47° 41′ 54″ N, 12° 59′ 00″ E      | +1 149, m          | +023 900, m        | VdHK & Arge Grabenstetten                                              | 2021-04     |
| 2    | Fledermauscanyon                  | Bavière | Arrondissement du Pays-de-Berchtesgaden / Bischofswiesen Préalpes NE / Alpes de Berchtesgaden / Untersberg (de)Schwytz / Muotathal Alpes | 47° 42′ 13,43″ N, 12° 57′ 29,8″ E | +0891, m           | +003 668, m        | Die Höle & Arge Grabenstetten                                          | 2021-02     |
| 3    | Geburtstagsschacht                | Bavière | |                                   | +0698, m           | +001 683, m        | VdHK & Arge Grabenstetten                                              | 2021-02     |
| 4    | Aufreißer                         | Bavière | |                                   | +0650, m           | +001 170, m        | VdHK & Arge Grabenstetten                                              | 2021-02     |
| 5    | Latschencanyon                    | Bavière | |                                   | +0630, m           | +002 762, m        | VdHK, Arge Grabenstetten & lochstein.de                                | 2021-02     |
| 6    | Zirbeneckschlinger                | Bavière | |                                   | +0585, m           | +002 803, m        | VdHK, Arge Grabenstetten & Höhlenforschungsgruppe Ostalb-Kirchheim e.V | 2021-02     |
| 7    | Hacklschacht                      | Bavière | |                                   | +0581, m           | +001 025, m        | VdHK, Arge Grabenstetten & lochstein.de                                | 2021-02     |
| 8    | Eisrohrhöhle-Bammelschacht-System | Bavière | Alpes de Berchtesgaden / Steinernes Meer                                                                                                 | 47° 38′ 13″ N, 12° 47′ 29″ E      | +0496, m           | +007 861, m        | VdHK & Die Höle                                                        | 2021-02     |
| 9    | Hölloch (de)                      | Bavière | District de Brégence / Mittelberg & District de Souabe / Arrondissement d'Oberallgäu / Oberstdorf Préalpes NE / Alpes d'Allgäu           | 47° 22′ 40″ N, 10° 09′ 01″ E      | +0452, m           | +012 900, m        | VdHK, Arge Grabenstetten & hoehle.org                                  | 2021-02     |
| 10   | Kargrabenhöhle                    | Bavière | |                                   | +0446, m           | +001 146, m        | VdHK & Arge Grabenstetten                                              | 2018-02     |